# Леон Бейлі
Леон Бейлі (англ. Leon Bailey, нар. 9 серпня 1997, Кінгстон) — ямайський футболіст, лівий вінгер клубу «Астон Вілла». Виступав, зокрема, за клуб «Генк», «Баєр 04» а також національну збірну Ямайки.

## Клубна кар'єра

### Ранні роки
Народився 9 серпня 1997 року в місті Кінгстон. Виріс у кварталі Кассава Піс. Футболом розпочав займатися під час навчання в Кінгстонському коледжі. Вже там виділявся своїми футбольним навичками й у 12-річному віці отримував нагороди як найкращий гравець команд U-12, U-15 та U-17 за версією Футбольної асоціації Кінгстона та Сент-Ендрю. У цей період також приєднався академії «Фенікс Олл-Старз», якою керував його вітчим Крейг Батлер. Влітку 2011 році Крейг відправився до Європи, щоб працевлаштувати свого сина Кайла Батлера, а також Леона Бейлі. Прибув до Австрії й відправив Леона на перегляд до колективу Регіоналліги УСК «Аніф», який вже наступного року підписав угоду з Red Bull GmbH та був перейменований у «Ліферінг». У складі цього клубу виступав за команду U-15, де став онсновним нападником. З 16 матчів, зігравних у чемпіонаті, відзначився 75-а голами, після чого привернув до себе увагу провідних клубів Австрії, відправився на двотижневий перегляд у «Рапід» (Відень), однак до підписання контракту справа не дійшла.
Влітку 2013 року, за чутками, Бейлі підписав 3-річний контракт з бельгійським «Генком» (за яким повинен був заробляти від одного до двох мільйонів євро) через офіційного посередника; однак, оскільки він перебував в країні нелегально, контракт було анульовано. Отож клуб запропонував Леону підписати проект угоди, яка вступить в силу коли гравцеві виповниться 15 років, що також було незаконно. Бейлі переїхав до будинку в Асі, поблизу Генка. Батлер виїхав до Мексики, щоб легалізувати своє перебування в Бельгії, проте зник на 4 місяці. Протягом цього часу Генк піклувався над дітьми, які проживали в Бельгії, але не мали батьків або законного опікуна. Через чотири місяці Батлер повернувся до країни і йому запропонували роботу в спонсора клубу. Це був єдиний спосіб, яким можна було обійти обмеження ФІФА щодо неповнолітніх. Після того, як Міністерство праці дізналося про цей випадок, вони здійснили перевірки на «Генк», і Батлер та його гравці повинні були залишити команду. Отож вони вирушили у льєзький «Стандард», проте трансфер не відбувся, оскільки Крейг не мав дозволу на роботу. Як наслідок, вони не змогли легально проживати в Бельгії. Після цього Крейг зі своїми синами змушені були повернутися до Ямайки, але ще декілька разів Батлер повертався до Європи, де пропонував своїх гравців іншим клубам. У жовтні 2013 року досяг устної домовленості з «Аяксом», проте до підписання паперів справа не дійшла. Правила ФІФА не дозволяли гравцеві молодше вісімнадцяти років підписувати професіональний контракт з футбольним клубом. На початку 2015 року Леон прибув до «Тренчина», з яким підписав контракт, однак у словацькому клубі виступав виключно за юнацькі команди.

### «Генк»
У середині серпня 2015 році перейшов у «Генк». У новому клубі дебютував 21 серпня 2015 року в програному (1:3) виїзному поєдинку проти «Сінт-Трейдена». Бейлі вийшов на поле на 62-й хвилині, замінивши Сібе Схрейверса. У своєму дебютному сезоні на професіональному рівні зіграв 42 матчі, в яких взяв участь у 18-и голах (відзначився 7-а голами та віддав 11 гольових передач). За підсумками сезону 2015/16 років визнаний Найкращим професіональним молодим футболістом. У травні 2016 року продовжив контракт з клубом до літа 2019 року. Разом зі своєю командою посів 5-е місце у регулярній частині чемпіонату та посів 4-е місце в чемпіонському раунді. У грі для участі у другому кваліфікаційному раунді Ліги Європи 2016/17 він зустрів Спортинг Шарлеруа зі своєю командою, граючи і в першому, і в другому матчі, а в останньому надав шаблон. У матчі за право участі у другому кваліфікаційному раунді Ліги Європи 2016/17 «Генк» зустрічався зі «Шарлеруа», Леон виходив на поле в обох матчах, а в останньому з них відзначився голом. Зрештою, разом з командою виграв плей-оф за Лігу Європи та зіграв у другому кваліфікаційному раунді Ліги Європи 2016/17.
У Лізі Європи дебютував 14 липня 2016 року в першому поєдинку проти «Будучності» (Подгориця), в якому взяв участь у другому голі бельгійців та допоміг команді здобути перемогу з рахунком 2:0. Наступного сезону Пітер Маес використовував Бейлі на позиції лівого флангового нападника, під його керівництвом команда успішно кваліфікувалася до плей-оф, при чому в останніх 6-и поєдинках не зазнала жодної поразки. У кваліфікаіцйному плей-оф відзначився одним хет-триком, а також був найкращим бомбардиром команди. У першому турі групового етапу Ліги Європи проти віденського «Рапіда» на Альянцштадіон відзначився 2-а голами та допоміг бельгійцям здобути перемогу (3:2)

### «Баєр»
31 січня 2017 року перейшов до представника німецької «Бундесліги» «Баєр 04», підписавши з клубом контракт до 30 червня 2022 року. Дебютував у Бундеслізі 3 лютого 2017 року в програному (0:1) виїзному поєдинку 19-о туру проти «Гамбурга», в якому вийшов на поле на 82-й хвилині замість Адміра Мехмеді. Дебютним голом за ліверкузенський колектив відзначився на 105-й хвилиній переможного (3:0) поєдинку першого раунду кубку Німеччини проти «Карлсруе». Дебютним голом у Бундеслізі відзначився 29 вересня 2017 року в нічийному (1:1) поєдинку 7-о туру проти «Шальке». Леон вийшов на поле на початку другого тайму, замінивши Каріма Белларабі. Старт сезону 2017/18 року видався дуже вдалим для Леона, в перших чотирнадцяти матчах за «Байєр» він зумів забити шість м'ячів і віддати чотири гольові передачі, чим привернув увагу багатьох європейських грандів. У послугах ямайця всерйоз зацікавився лондонський «Челсі», який вже пропонував за гравця 25 мільйонів євро, але отримав відмову. Сезон 2017/18 років закінчився у складі «Бааєра» завершив на 5-у місці чемпіонату та зіграв із «Веркелем» у Лізі Європи у сезоні 2018/19. У футболці ліверкузенського клубу виходив на поле в Лізі Європи 2018/19. 
У середині серпня 2018 року Бейлі достроково продовжив термін контракту з «Баєром» до середини 2023 року. Станом на 24 квітня 2021 року відіграв за команду з Леверкузена 118 матчів в національному чемпіонаті.

## Виступи за збірні
Залучався до олімпійської збірної Ямайки. У березні 2015 року вийшов на поле в другому таймі переможного (4:0) поєдинку проти Кайманових островів, в якому відзначився голом після вдалого виконання штрафного удару з 20-метрової відстані.
У березні 2017 року повідомлялося, що Бейлі відмовиться від виклику до збірної Ямайку, допоки стандарти ямайського футболу не покращаться. У вересні 2017 року в інтерв'ю німецькому футбольному журналу Kicker: «Вони завжди хочуть, щоб я грав за Ямайку, але у мене були особисті проблеми з асоціацією з [моменту, коли мені виповнилося] одинадцять-дванадцять років». У січні 2018 року колишній тренер національної збірної Ямайки Вінфрід Шефер в інтерв'ю німецькій газеті Bild «Я дуже хотів зробити його гравцем національної збірної. Я декілька разів запрошував його — серед інших на Золотий Кубок в Америці та на міжнародні матчі. Я також зателефонував до «Генка». Але вітчим усе заблокував». У жовтні 2018 року висловив свою готовність в майбутньому виступати за збірну Ямайки, але після відмови викликати зведеного брата Кайла Батлера, який виступав за резервну команду «Пашинга» з Першої ліги Австрії, відмовився грати за збірну.
Проте до складу збірної Бейлі викликали дише на Золотий Кубок КОНКАКАФ у червні та липні 2019 року, в якому Ямайка разом із Коста-Рикою та США були господарями турніру. Дебютував за національну команду 17 червня 2019 року в поєдинку першого туру групового етапу проти Гондурасу. Ямайці перемогли в тому матчі (3:2), після чого Леон почав регулярно виступати в основному складі збірної. У півфіналі турніру збірна Ямайки поступилася США. Дебютним голом за збірну відзначився 6 вересня 2019 року в переможному (6:0) поєдинку Ліги націй КОНКАКАФ 2019/20 проти Антигуа і Барбуди.
Вважалося, що Бейлі має право на міжнародному рівні представляти Англію, оскільки він мав бабусь та дідусів, які мали громадянство Великої Британії. Проте він цього права не мав, оскільки його дідусі та бабусі не народилися на території Великої Британії.

## Особисте життя
2 квітня 2017 року Бейлі вступив у словесну конфронтацію з бельгійським боксером Атіфом Танрісвен Ріберою в кафе в Генку. Раніше Бейлі знімав Танрісевена у тренажерному залі, займаючись потайки боксом, розмістив відео через Snapchat та назвав його «клоуном». Зі свого боку, Танірісвен погрожував Бейлі знову відлупцювати. Керівництво «Баєра 04» розкритикувало поведінку Бейлі

## Статистика виступів

### Статистика клубних виступів
| Сезон             | Команда           | Чемпіонат         | Чемпіонат | Чемпіонат | Національний кубок | Національний кубок | Національний кубок | Континентальні кубки | Континентальні кубки | Континентальні кубки | Інші змагання | Інші змагання | Інші змагання | Усього | Усього |
| Сезон             | Команда           | Ліга              | Ігор      | Голів     | Ліга               | Ігор               | Голів              | Ліга                 | Ігор                 | Голів                | Ліга          | Ігор          | Голів         | Ігор   | Голів  |
| ----------------- | ----------------- | ----------------- | --------- | --------- | ------------------ | ------------------ | ------------------ | -------------------- | -------------------- | -------------------- | ------------- | ------------- | ------------- | ------ | ------ |
| 2015–16           | «Генк»            | Л1                | 25+12     | 4+2       | КБ                 | 5                  | 1                  | -                    | -                    | -                    | -             | -             | -             | 42     | 7      |
| 2016-січ. 2017    | «Генк»            | Л1                | 19        | 1         | КБ                 | 4                  | 0                  | ЛЄ                   | 12                   | 7                    | -             | -             | -             | 35     | 8      |
| Усього за Genk    | Усього за Genk    | Усього за Genk    | 44+12     | 5+2       |                    | 9                  | 1                  |                      | 12                   | 7                    |               | -             | -             | 77     | 15     |
| січ.-лип. 2017    | «Баєр 04»         | БЛ                | 8         | 0         | КН                 | -                  | -                  | ЛЧ                   | 2                    | 0                    | -             | -             | -             | 10     | 0      |
| 2017–18           | «Баєр 04»         | БЛ                | 30        | 9         | КН                 | 4                  | 3                  | -                    | -                    | -                    | -             | -             | -             | 34     | 12     |
| 2018–19           | «Баєр 04»         | БЛ                | 27        | 6         | КН                 | 2                  | 0                  | ЛЄ                   | 8                    | 0                    | -             | -             | -             | 37     | 6      |
| Усього за «Баєр»  | Усього за «Баєр»  | Усього за «Баєр»  | 59        | 12        |                    | 6                  | 3                  |                      | 10                   | 0                    |               | -             | -             | 75     | 15     |
| Усього за кар'єру | Усього за кар'єру | Усього за кар'єру | 115       | 17        |                    | 15                 | 4                  |                      | 22                   | 7                    |               | -             | -             | 152    | 28     |

### Статистика виступів за збірну
| Дата      | Місто             | Господарі | Результат | Гості             | Турнір                                     | Голи | Примітки |
| --------- | ----------------- | --------- | --------- | ----------------- | ------------------------------------------ | ---- | -------- |
| 17-6-2019 | Кінгстон (Ямайка) | Ямайка    | 3 – 2     | Гондурас          | Кубок КОНКАКАФ 2019 - 1-й етап             | -    |          |
| 21-6-2019 | Х'юстон           | Сальвадор | 0 – 0     | Ямайка            | Кубок КОНКАКАФ 2019 - 1-й етап             | -    |          |
| 30-6-2019 | Філадельфія       | Ямайка    | 1 – 0     | Панама            | Кубок КОНКАКАФ 2019 - чвертьфінал di Фінал | -    |          |
| 3-7-2019  | Нашвілл           | Ямайка    | 1 – 3     | США               | Кубок КОНКАКАФ 2019 - півфінал             | -    |          |
| 7-9-2019  | Монтего-Бей       | Ямайка    | 6 – 0     | Антигуа і Барбуда | Ліга націй КОНКАКАФ 2019-2020 - 1-й етап   | 1    |          |
| Усього    |                   | Матчів    | 5         |                   | Голів                                      | 1    |          |

## Досягнення

### Індивідуальні
- Найкращий молодий гравець року в Бельгії (1): 2015/16